# Валя Вербева
Валя Вербева, с пълно име Валентина Петрова Вербева, е българска балетна артистка от руски произход.
Родена е в село Котлево, РСФСР (днес в Конишовски район [Конышёвский район], Курска област) през 1918 г.
Играе в Народната опера в София от 1945 г. Носителка е на Димитровска награда от 1952 г. Удостоена е с почетното звание „Заслужил артист“ през 1966 г.

## Роли
- Лиза селянката – „Съперници“ – Паул Хертел;
- Ваня – „Д-р Охболи“ – Игор Морозов;
- Тао Хоа – „Червеният мак“ – Райнхолд Глиер;
- Акробата – „Червеният мак“ – Райнхолд Глиер;
- Одета – Одилия – „Лебедово езеро“ – Пьотър Чайковски и др.